# Berdagulovo
Berdagulovo (in russo Бердагулово?) è una località rurale (un villaggio) nell'Inzersky Selsoviet, distretto di Beloretsky, Bashchiria, Russia. La popolazione era di 240 abitanti nel 2010.

## Geografia
Berdagulovo si trova 70 km a nord-ovest di Beloreck (il centro amministrativo del distretto) tramite strada. Revet è la località rurale più vicina.